# Sayyiderna
Sayyiderna var en dynasti i Delhisultanatet.
De sista mongoliska medeltidsdynastierna i Indien, Sayyiderna (1414–1450) och Lodhidynastin (1450–1526), hade inga betydande härskare att uppvisa, och deras välde inskränktes stundom till Delhis närmaste omnejd. Under deras tid sönderföll Indien åter i en mängd inbördes stridiga stater, somliga under muslimska sultaner, andra under hinduiska härskare.
| År        | Sultan            |
| --------- | ----------------- |
| 1413–1415 | Daulat Khan       |
| 1415–1421 | Khidr Khan        |
| 1421–1435 | Mubarrak Shah II  |
| 1435–1445 | Mohammed Shah IV  |
| 1445–1451 | Aladdin Alam Shah |